# Bethelkerk (Goes)
De Bethelkerk is een kerkgebouw in de Zeeuwse plaats Goes,  gelegen aan de Beatrixlaan 9A en met ingangen aan Violenstraat 1 en Tulpstraat 2. De kerk is vernoemd naar de bijbelse plaats Bethel en wordt gebruikt door de Vrije Evangelische Gemeente Goes.

## Geschiedenis
De Bethelkerk te Goes is gebouwd in opdracht van de Gereformeerde Gemeente van Goes in 1952-1953 en werd op 23 december 1953 in gebruik genomen. In 1966 werd de Bethelkerk verbouwd en op 23 februari 1967 opnieuw in gebruik genomen.
Nadat de Gereformeerde Gemeente in 1979 is verhuisd naar de Sionkerk  werd de Bethelkerk verkocht aan de Vrije Evangelische Gemeente van Goes.

## Orgel

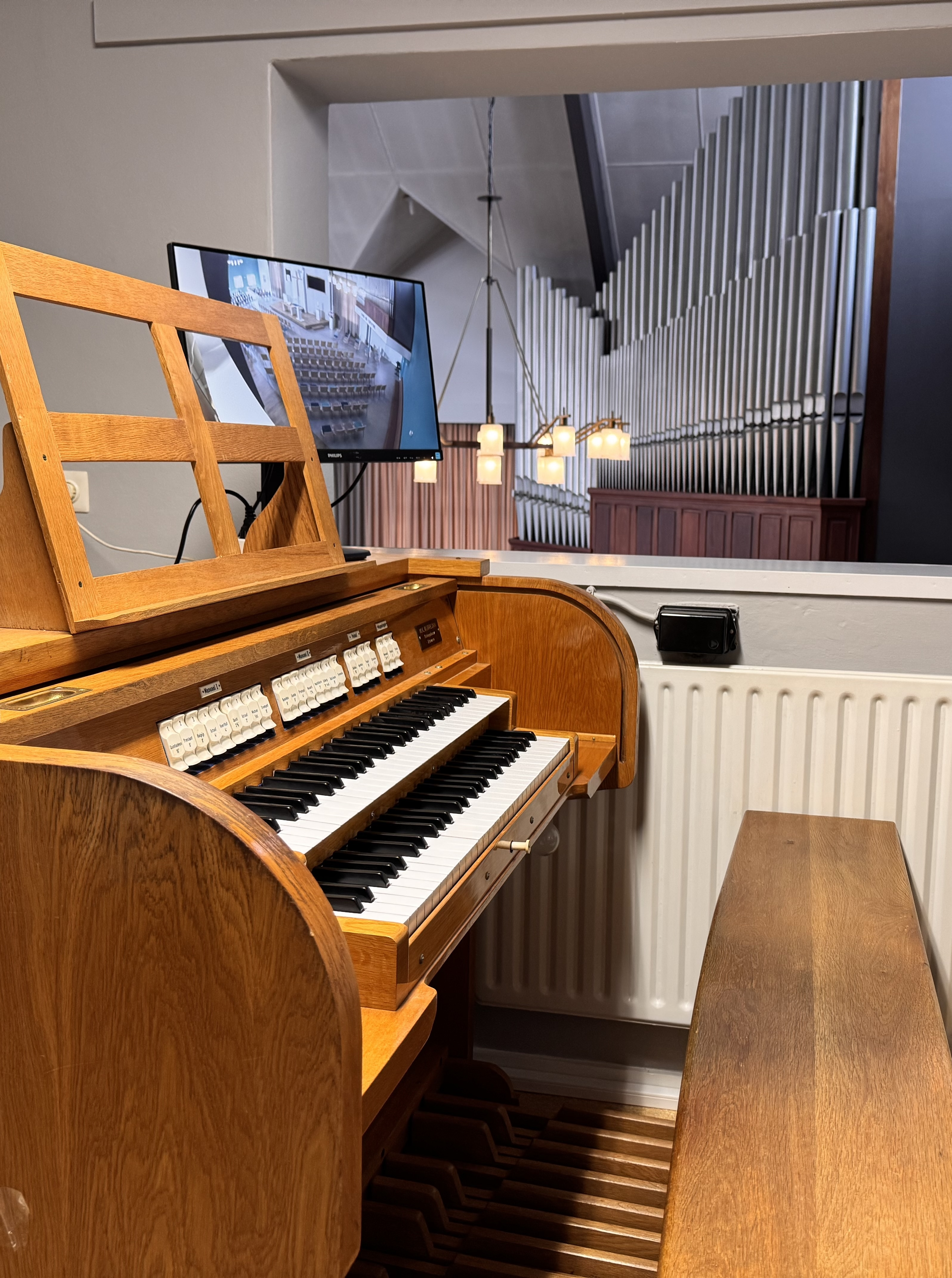

In de Bethelkerk is een orgel met elektro-pneumatische tractuur aanwezig. Op 27 december 1937 heeft de firma Dekker uit Goes de opdracht gekregen van de Gereformeerde Gemeente in Goes voor de levering van een orgel. Een in 1923 ingeruild orgel is in januari 1938 in het 'Beth-El' kerkgebouw geplaatst. Na de bouw van de Bethelkerk is dit orgel verhuisd.
In 1966 is het orgel aangepast door orgelbouwer M.K. Koppejan uit Ederveen. Het aantal registers is uitgebreid naar 20 verdeeld over twee manualen en een vrij pedaal. Het orgel is toen verplaatst en de speeltafel werd los geplaatst.
De dispositie van het Dekker-Koppejan-orgel is als volgt :
| Manuaal I C-g3 |
| Quintadeen 16′ |
| Prestant 8′    |
| Holpijp 8′     |
| Octaaf 4′      |
| Roerfluit 4′   |
| Quint 2⅔′      |
| Octaaf 2′      |
| Mixtuur 5st.   |

| Manuaal II C-g3 |
| Bourdon 8′      |
| Gamba 8′        |
| Prestant 4′     |
| Nasard 2⅔′      |
| Nachthorn 2′    |
| Scherp 3-4st.   |
| Dulciaan 8′     |
| Tremolo         |

| Pedaal C-f1 |
| Subbas 16′  |
| Openbas 8′  |
| Fagot 16′   |
| Schalmei 4′ |

- Koppelingen: Manuaal I-Manuaal II, Pedaal-Manuaal I, Pedaal-Manuaal II